# Bombylius montium
Bombylius montium är en tvåvingeart som beskrevs av Francois 1955. Bombylius montium ingår i släktet Bombylius och familjen svävflugor. Inga underarter finns listade i Catalogue of Life.